# Transamazonika

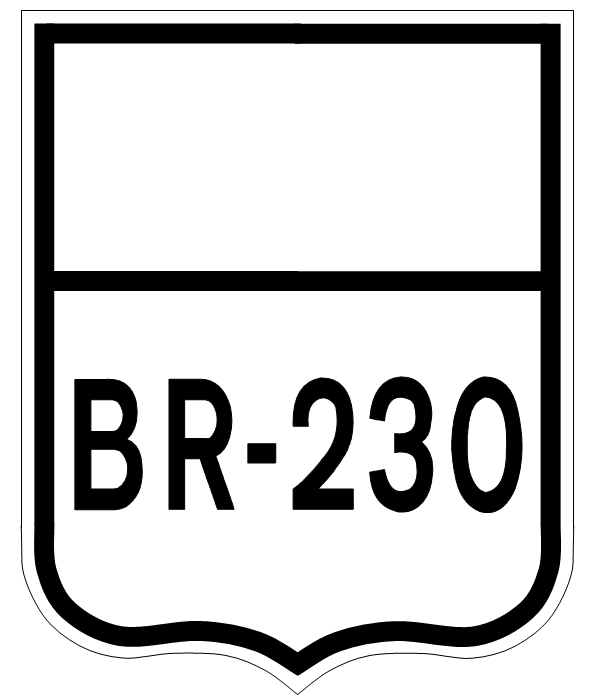

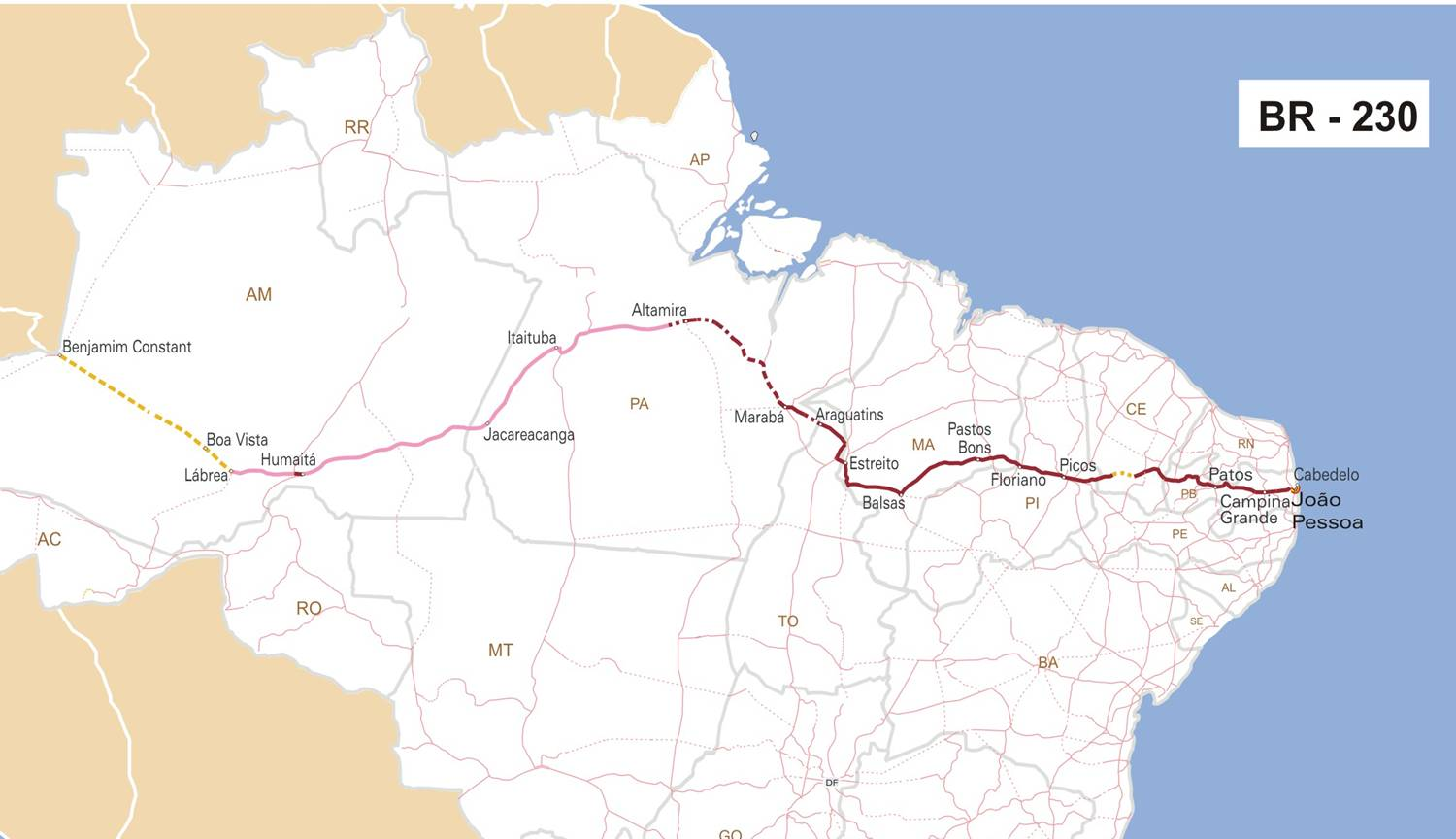
Mapa trasy amazońskiej

Transamazonika (port. Rodovia Transamazônica) (BR-230) – droga krajowa w Brazylii, prowadząca przez tereny Amazonii. Jest to droga o szerokości 8,6 metra wraz z półmetrowym poboczem po obu jej stronach.
Prace nad budową rozpoczęły się w roku 1970. Całość projektu była koordynowana przez Centralny Zarząd Rozwoju Amazonii (SUDAM) z funduszy budżetowych Brazylii oraz różnych banków zagranicznych.
Przystąpiono do prac budowlanych w ramach brazylijskiej akcji zagospodarowywania Amazonii. Planowano wybudować drogę o długości 5400 km. Droga miała połączyć miasto João Pessoa leżące na wschodnim wybrzeżu Oceanu Atlantyckiego u ujścia rzeki Paraíby do Oceanu Atlantyckiego z miastem Cruzeiro do Sul leżącym w pobliżu granicy z Peru, a dalej do miasta Pucallpa nad rzeką Ukajali w Peru. Razem z drogami peruwiańskimi łączyła wybrzeże Oceanu Atlantyckiego z wybrzeżem Oceanu Spokojnego.
Na przełomie sierpnia i września 1972 roku oddano do użytku pierwszą część drogi łączącej miasta João Pessoa i Estreito o łącznej długości 1250 km. Kolejny odcinek pomiędzy miastami Itaituba i Humaitá oddano do użytku 30 stycznia 1974 roku i był długości 1070 km. W kolejnych latach oddawano poszczególne jej odcinki Humaitá-Rio Branco oraz Feijó-Cruzeiro do Sul.
Droga przebiega przez stany Paraíba, Pernambuco, Ceará, Piauí, Maranhão, Tocantins, Pará, Amazonas, Rondônia, Acre. Miała przyczynić się do zagospodarowania najsłabiej zaludnionych obszarów Brazylii.
Wokół budowy tej drogi jest wiele kontrowersji ze względu na następstwa, jakie przyniosła środowisku naturalnemu i ludności tubylczej.